# Abu-l-Hàssan Alí ibn al-Hussayn al-Maghribí
Abu-l-Hàssan Alí ibn al-Hussayn al-Maghribí fou un funcionari hamdànida i després fatimita, membre de la família dels Banu l-Maghribí.
Va succeir com a kàtib (secretari) el seu pare al-Hussayn ibn Alí al-Maghribí quan aquest va morir vers el 966. Va servir els hamdànides Sayf-ad-Dawla i el seu fill Sad-ad-Dawla (976-991). El 989/990 va donar suport a la revolta d'Abu-l-Fawaris Bakdjur al-Hajibí, i quan la rebel·lió va fracassar va haver de fugir a Egipte passant al servei del fatimita Al-Aziz.
El 994 fou nomenat mudàbbir al-jaysh (intendent militar) fatimita a Síria; els fatimites tenien la intenció d'arrabassar Alep als hamdànides (ara sota l'emir Saïd-ad-Dawla 994-1002), però l'exèrcit hamdànida, amb el suport dels romans d'Orient, va aguantar el setge a que l'exèrcit fatimita va sotmetre la ciutat d'Alep. Es creu que el mateix Abu-l-Hàssan es va deixar subornar per aconsellar al general fatimita d'aixecar el setge.
Abu-l-Hàssan fou cridat a Egipte (996) però si el califa estava disgustat no es va saber, ja que aquest va morir sobtadament el 14 d'octubre de 996, i el seu successor Al-Hàkim li va donar una posició important i el seu fill va entrar al diwan.
La seva participació en les intrigues contra el visir cristià Mansur ibn Abdun va provocar la seva desgràcia; Ibn Abdun va convèncer el califa per executar Abu-l-Hàssan Alí i els seus parents, cosa que es va produir el 1009/1010. Només es va escapar el seu fill Abu-l-Qàssim al-Hussayn ibn Alí al-Maghribí, que va fugir a Palestina.